# Дорохов Борис Лазарович
Борис Лазарович Дорохов (нар. 26 березня 1926, Александрійська) — радянський вчений в галузі фізіології рослин і біохімії. Доктор біологічних наук з 1978 року, професор з 1980 року.

## Біографія
Народився 26 березня 1926 року в станиці Александрійській Ставропольського краю. 1949 року закінчив Чернівецький державний університет. У 1949—1976 роках на науково-дослідній, педагогічній та керівній роботі в різних науково-дослідних інститутах Молдавської РСР. З 1976 року — завідувач відділом фізіології і біофізики, а також лабораторії фізіології і біохімії Молдавського НДІВіВ.

## Наукова діяльність
Вченим проведені дослідження в області фотосинтезу, мінерального живлення, екофізіології, хімії білка, фізіологічної генетики і біохімії різних культурних рослин, в тому числі винограду. Ним розроблені рекомендації щодо підвищення продуктивності і якості винограду в виробничих умовах, запропоновані режими використання фізіологічно активних сполук у виноградарстві та інше. Автор понад 100 наукових робіт. Серед них:
- Фотосинтез. — В кн.: Физиология сельскохозяйственных растений: В 12-ти т. М., 1968, т. 10;
- Влияние минерального питания на фотосинтез виноградного растения. — В кн.: Изучение фотосинтеза важнейших сельскохозяйственных культур Молдавии. К., 1968;
- Физиологические основы регулирования урожая винограда. — Садоводство, виноградарство и виноделие Молдавии, 1984, № 6.